# Eizu Kondo
Eizu Kondo (近藤 英造) est un karatéka japonais surtout connu pour avoir remporté le titre de champion du monde en kumite individuel masculin moins de 65 kilos aux championnats du monde de karaté 1986 organisés à Sydney, en Australie.

## Résultats
| Résultat      | Date | Épreuve                   | Catégorie | Compétition                | Ville hôte           |
| ------------- | ---- | ------------------------- | --------- | -------------------------- | -------------------- |
| Médaille d'or | 1986 | Kumite individuel - 65 kg | Seniors   | Championnats du monde 1986 | Sydney, en Australie |